# Ivan Stambolić
Ivan Stambolić (em sérvio:  Иван Стамболић)  (Ivanjica, 5 de novembro de 1936 – Fruška Gora, 25 de agosto de 2000) foi um oficial do Partido Comunista da Iugoslávia e Presidente da República da Sérvia na década de 1980. Foi posteriormente vítima de assassinato, por ordens de Slobodan Milošević.
Seu tio era o político Petar Stambolić. Stambolić se formou na Universidade de Belgrado pela Faculdade de Direito. Na primavera de 1986, ele se tornou o Presidente da Presidência da Sérvia. Foi mentor e amigo íntimo de Slobodan Milošević, e o apoiou nas eleições para eleger o novo líder da Liga dos Comunistas da Sérvia, para a consternação dos outros líderes do partido. Stambolić passou três dias defendendo a eleição de Milošević e, finalmente, conseguiu garantir-lhe uma vitória apertada, a mais apertada que já existiu na história das eleições internas sérvias do Partido Comunista.
Stambolić e Milošević tinham pontos de vista semelhantes sobre as províncias autônomas da Sérvia, Kosovo e Voivodina, tanto que sentiam que as mudanças constitucionais eram necessárias para resolver suas relações com o centro. Stambolić conseguiu conquistar na Liga dos Comunistas da Iugoslávia a sua posição sobre esta questão no XIII Congresso da LCI, realizada em 1986, e em seguida, criar uma comissão para discutir os detalhes das reformas constitucionais que acabaram por ser aprovadas em 1989. Também queria proteger os direitos dos sérvios e montenegrinos no Kosovo, insistindo desde 1982, que iria defender esses direitos, mesmo com os seus adversários rotulando-o como um nacionalista apoiador da Grande Sérvia. Onde Milošević e ele divergiam sobre estas questões, estava na procura de Milošević para uma maior rapidez e sua forte simpatia pelos manifestantes sérvios. Foi por essa questão de velocidade que iria levar os dois a um conflito.
Stambolić e o governo sérvio se juntaram ao governo federal iugoslavo condenando duramente o polêmico Memorando da Academia das Artes e das Ciências da Sérvia de 1986 por incitar o nacionalismo.
Dragisa Pavlović, o sucessor bastante liberal de Milošević como presidente do Comitê de Belgrado do partido, se opôs à sua política para a resolução das questões dos sérvios do Kosovo. Milošević denunciou Pavlović como sendo suave para os radicais albaneses, contrariamente as recomendações de Stambolić. Em 23 / 24 de setembro de 1987, na subsequente oitava sessão do Comitê Central, que durou cerca de 30 horas, e foi transmitida ao vivo pela televisão estatal, Milošević teve que depor Pavlović, para o constrangimento total de Ivan Stambolić, que renunciou sob pressão dos partidários de Milošević, alguns dias depois.
Em dezembro de 1987, Stambolić foi oficialmente eliminado da posição e substituído por Petar Gračanin, que por sua vez foi substituído no ano seguinte pelo próprio Milošević.
Stambolić desapareceu misteriosamente em 25 de agosto de 2000, ainda durante o governo de Slobodan Milošević. Em 28 de março de 2003, a polícia revelou que ele foi assassinado em Fruška Gora por oito oficiais da Unidade de Operações Especiais. Em 18 de julho de 2005, estes homens e seus co-conspiradores foram considerados culpados do assassinato de Stambolić e foram condenados a entre 15 e 40 anos de prisão. O tribunal considerou que a ordem para o assassinato de Stambolic partiu de Slobodan Milošević.